# Diagrama de espagueti
Un diagrama de espagueti, también conocido como gráfico de espagueti, es una forma de representar gráficamente flujos dentro de sistemas.

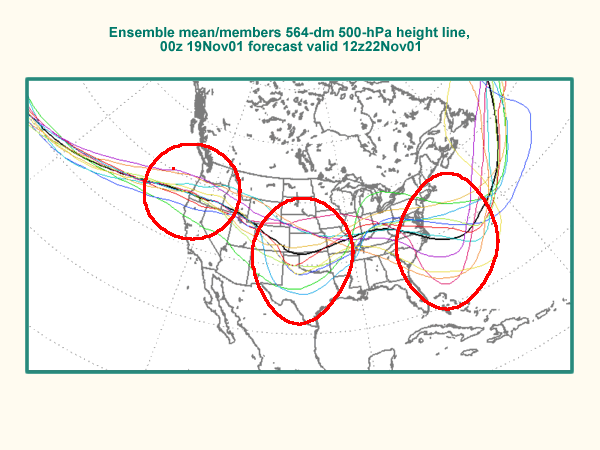
Ejemplo de diagrama de espagueti

## Uso
Este tipo de gráfico se usó por primera vez para registrar los movimientos de persona en fábricas. Sin embargo hoy en día se aplican a otros campos como medicina, biología o meteorología.